# Eleniella kyseluci
Eleniella kyseluci är en tvåvingeart som beskrevs av Berest 2001. Eleniella kyseluci ingår i släktet Eleniella och familjen gallmyggor.
Artens utbredningsområde är Ukraina. Inga underarter finns listade i Catalogue of Life.